# القرصان (فلم 2014)
القرصان (بالإنجليزية: The Rover) هو فيلم دراما يتم إنتاجه في أستراليا وسيصدر يوم 12 يونيو 2014. الفيلم من إخراج ديفيد ميشود.

## بطولة
- غاي بيرس
- روبرت باتينسون
- سكوت مكنايري
- جيليان جونس
- ديفيد فايلد

## القصة
تدور أحداث الفلم في أستراليا. بعد 10 سنوات من حدوث كارثة اقتصادية عالمية، إتجه الناس من مختلف الأعراق للعيش في أستراليا والعملة السائدة هي الدولار الأميريكي.
يقوم 4 أشخاص بعملية سطو مسلح وهم «أرشي» و«كاليب» والشقيقان «هنري» و«راي». تنتهي العملية بإصابة «راي» ويهرب الثلاث الآخرين ظانيين أن «راي» قد قتل، وفي أثناء هربهم يندلع شجار بين «أرشي» و «هنري» داخل المركبة التي يقودونها فيؤدي إلى انحرافها عن الطريق. يخرج الثلاث منها بعد عدم استطاعتهم إعادتها إلى الطريق ليجدو سيارة «إريك» ويقوموا بسرقتها. يقوم «إريك» باخراج سيارتهم من جانب الطريق ومطاردتهم. تنتهي المطاردة عندما تتوقف المركبتان فيترجل الثلاثة من السيارة ويضربون «إريك» ويلقونه على جانب الطريق ويهربون بسيارته من جديد.
يستيقظ «إريك» ويبدأ بمطاردتهم ويقصد القرى والبلدات سائلاً عنهم بين الناس، وفي طريقه يحصل على سلاح من قزم بعد أن قتله لعدم امتلاكه ثمن السلاح 300 دولار أميريكي، وفي الطريق يلتقي «إريك» ب«راي» أحد الأربعة الذين قاموا بعملية السطو المسلح وشقيق «هنري» الذي أعتقد بأنه مات، وعندما رأى «راي» المركبة التي يقودها «إريك» عرف أنها المركبة التي أستعملت في عملية السطو فيقوم «راي» بسؤال «إريك» عن مكان أخيه ومن أين حصلت على المركبة لكن «إريك» يهجم عليه ويسأله عن مكان أخيه لكن يفقد «راي» الوعي بسبب إصابته السابقة أثناء عملية السطو.
يقوم «إريك» بالسؤال عن طبيب ويذهب إليه لمعالجة «راي». الطبيب امرأة ورجل مسن يعمل معها. تقوم بمعالجة «راي» وفي الصباح يأتي ثلاثة شبان آسيويين إلى منزل الطبيبة ويكونون أصدقاء للقزم الذي قتله «إريك» عندما أخذ منه المسدس. يقوم الثلاثة بقتل الرجل المسن الذي يعمل مع الطبيبة فيرد «إريك» بإطلاق النار ويرديهم جميعاً قتلا.
ينطلق «إريك» ومعه «راي» في رحلة البحث عن سيارته المسروقة وبعد أن يمضيا الوقت مع بعضهم ينشأ نوع من الود بينهم خاصة بعد أن ينقذ «إريك» «راي» من أحد عناصر الجيش الذي أراد قتله بعد قيام «راي» بقتل ابنة صاحبة النزل الذين يقيمان فيه عن طريق الخطأ. وفي صباح أحد الأيام يستيقظ «إريك» ليجد فوهة رشاش أحد الجنود موجهة إلى رأسه ويتم اعتقاله فيقوم «راي» برد الجميل السابق وإنقاذه من الثكنة العسكرية التي أحتجز فيها.
أثناء تجوالهم بحثاً عن سيارة «إريك» يقوم «إريك» بزراعة فكرة أن شقيق «راي» «هنري» قد تخلى عنه وتركه وهرب وأنه كان منافقاً لا يخبره الحقائق، فيقرر «راي» قتل أخيه «هنري» والانتقام منه بعد أن صدق كلام «إريك».
في النهاية يصل الاثنان إلى المكان الذي توجد فيه سيارة «إريك» ويقررون اقتحام المكان في الصباح عندما يكونون نائميين. وعندما حل الصباح دخلوا عليهم وهم نيام حيث قام «إريك» بالإمساك ب «أرشي» و«كاليب» بينما قام «راي» باقتحام المكان الذي يوجد فيه شقيقه «هنري» ورجل عجوز قد يكون صاحب المكان. تحدث مشاده بين الشقيقان فيطلق «راي» النار ولكن يخطيء فيرد «هنري» برصاصة في عنق أخيه فيموت «راي». يقوم «إريك» بقتل «أرشي» و «كاليب» على الفور ومن ثم يقتل «هنري» ويترك العجوز حياً. فيما بعد يقوم «إريك» بحرق الأربعة ويقود سيارته في المشهد الأخير ويصطف على جانب الطريق ليقوم بفتح صندوق السيارة وإخراج جثة كلبه، ويبدأ بالحفر ليدفنه، وينتهي الفلم.

## الممثلون والشخصيات
- غاي بيرس (بدور: أيرس)
- روبرت باتينسون (بدور: رينولدس)
- سكوت مكنايري (بدور: هنري)
- جيليان جونس (بدور: الجدة)
- ديفيد فايلد (بدور: ارشي)
- أنطوني هيس (بدور: الرقيب ريك اوفرسون)
- ناش ايدجرتون

## الميزانية والإيرادات
بلغت تكلفة إنتاج الفيلم حوالي 12 مليون دولار.

## وصلات خارجية
- مقالات تستعمل روابط فنية بلا صلة مع ويكي بيانات

1. ↑  "'THE ROVER' SOUNDTRACK ALBUM COMING SOON ON LAKESHORE RECORDS, FILM STARRING GUY PEARCE & ROBERT PATTINSON IN THEATERS NOW". مؤرشف من الأصل في 2018-06-15. اطلع عليه بتاريخ 2014-08-27.
2. ↑  "THE ROVER: THE CONSEQUENCES OF ECONOMIC COLLAPSE IN A NEAR FUTURE". مؤرشف من الأصل في 2016-08-11. اطلع عليه بتاريخ 2014-04-22.
3. ↑  "Robert Pattinson Says David Michôd's 'The Rover' Is Like An Existential Western". blogs.indiewire.com. مؤرشف من الأصل في 2014-10-22. اطلع عليه بتاريخ 2013-02-04.